# Fano Calcio 1981-1982
Questa voce raccoglie le informazioni riguardanti il Fano Calcio nelle competizioni ufficiali della stagione 1981-1982.

## Rosa
| N. |                   | Ruolo | Calciatore           |
| -- | ----------------- | ----- | -------------------- |
|    | Italia (bandiera) | C     | Giovanni Allegrini   |
|    | Italia (bandiera) | C     | Guido Angelozzi      |
|    | Italia (bandiera) | C     | Silvio Budellacci    |
|    | Italia (bandiera) | D     | Dante Capra          |
|    | Italia (bandiera) | D     | Fabio Cazzola        |
|    | Italia (bandiera) | P     | Cianchetti           |
|    | Italia (bandiera) | P     | Ciaschini            |
|    | Italia (bandiera) | A     | Giovanni Cornacchini |
|    | Italia (bandiera) | C     | Maurizio Guidazzi    |
|    | Italia (bandiera) | C     | Marco Mariani        |
|    | Italia (bandiera) | A     | Andrea Messersì      |

| N. |                   | Ruolo | Calciatore         |
| -- | ----------------- | ----- | ------------------ |
| 11 | Italia (bandiera) | A     | Stefano Solazzi    |
|    | Italia (bandiera) | A     | Edmondo Mochi      |
|    | Italia (bandiera) | C     | Odilio Moro        |
|    | Italia (bandiera) | D     | Alberto Pari       |
|    | Italia (bandiera) | D     | Oris Pazzagli      |
|    | Italia (bandiera) | C     | Andrea Romani      |
|    | Italia (bandiera) | P     | Massimo Santucci   |
|    | Italia (bandiera) | C     | Augusto Scala      |
|    | Italia (bandiera) | C     | Otello Tonti       |
|    | Italia (bandiera) | D     | Marco Troncon      |
|    | Italia (bandiera) | C     | Gabriele Valentini |
|    | Italia (bandiera) | A     | Cesare Vitale      |

## Risultati

### Serie C1

#### Girone di andata
| 20 settembre 1981 1ª giornata | Fano | 0 – 0 | Lanerossi Vicenza |  |

| 27 settembre 1981 2ª giornata | Rhodense | 2 – 1 | Fano |  |

| 4 ottobre 1981 3ª giornata | Padova | 3 – 0 | Fano |  |

| 11 ottobre 1981 4ª giornata | Fano | 1 – 0 | Alessandria |  |

| 18 ottobre 1981 5ª giornata | Atalanta | 1 – 0 | Fano |  |

| 25 ottobre 1981 6ª giornata | Fano | 1 – 0 | Treviso |  |

| 1º novembre 1981 7ª giornata | Trento | 3 – 2 | Fano |  |

| 8 novembre 1981 8ª giornata | Fano | 2 – 2 | Sanremese |  |

| 15 novembre 1981 9ª giornata | Triestina | 3 – 1 | Fano |  |

| 22 novembre 1981 10ª giornata | Fano | 2 – 1 | Forlì |  |

| 29 novembre 1981 11ª giornata | Empoli | 0 – 0 | Fano |  |

| 6 dicembre 1981 12ª giornata | Fano | 1 – 0 | Mantova |  |

| 13 dicembre 1981 13ª giornata | Parma | 1 – 0 | Fano |  |

| 20 dicembre 1981 14ª giornata | Fano | 1 – 0 | Piacenza |  |

| 3 gennaio 1982 15ª giornata | Fano | 0 – 0 | Modena |  |

| 10 gennaio 1982 16ª giornata | Sant'Angelo | 1 – 1 | Fano |  |

| 17 gennaio 1982 17ª giornata | Fano | 0 – 2 | Monza |  |

#### Girone di ritorno
| 24 gennaio 1982 18ª giornata | Lanerossi Vicenza | 3 – 1 | Fano |  |

| 31 gennaio 1982 19ª giornata | Fano | 1 – 0 | Rhodense |  |

| 7 febbraio 1982 20ª giornata | Fano | 3 – 2 | Padova |  |

| 14 febbraio 1982 21ª giornata | Alessandria | 3 – 0 | Fano |  |

| 21 febbraio 1982 22ª giornata | Fano | 1 – 1 | Atalanta |  |

| 28 febbraio 1982 23ª giornata | Treviso | 1 – 1 | Fano |  |

| 7 marzo 1982 24ª giornata | Fano | 2 – 1 | Trento |  |

| 21 marzo 1982 25ª giornata | Sanremese | 1 – 0 | Fano |  |

| 28 marzo 1982 26ª giornata | Fano | 1 – 1 | Triestina |  |

| 4 aprile 1982 27ª giornata | Forlì | 0 – 0 | Fano |  |

| 18 aprile 1982 28ª giornata | Fano | 1 – 1 | Empoli |  |

| 25 aprile 1982 29ª giornata | Mantova | 1 – 0 | Fano |  |

| 2 maggio 1982 30ª giornata | Fano | 2 – 0 | Parma |  |

| 9 maggio 1982 31ª giornata | Piacenza | 2 – 2 | Fano |  |

| 16 maggio 1982 32ª giornata | Modena | 3 – 0 | Fano |  |

| 23 maggio 1982 33ª giornata | Fano | 4 – 0 | Sant'Angelo |  |

| 30 maggio 1982 34ª giornata | Monza | 2 – 3 | Fano |  |